# Sachsenwaldschule Gymnasium Reinbek
Die Sachsenwaldschule (SWS) ist ein Gymnasium in Reinbek bei Hamburg.

## Geschichte

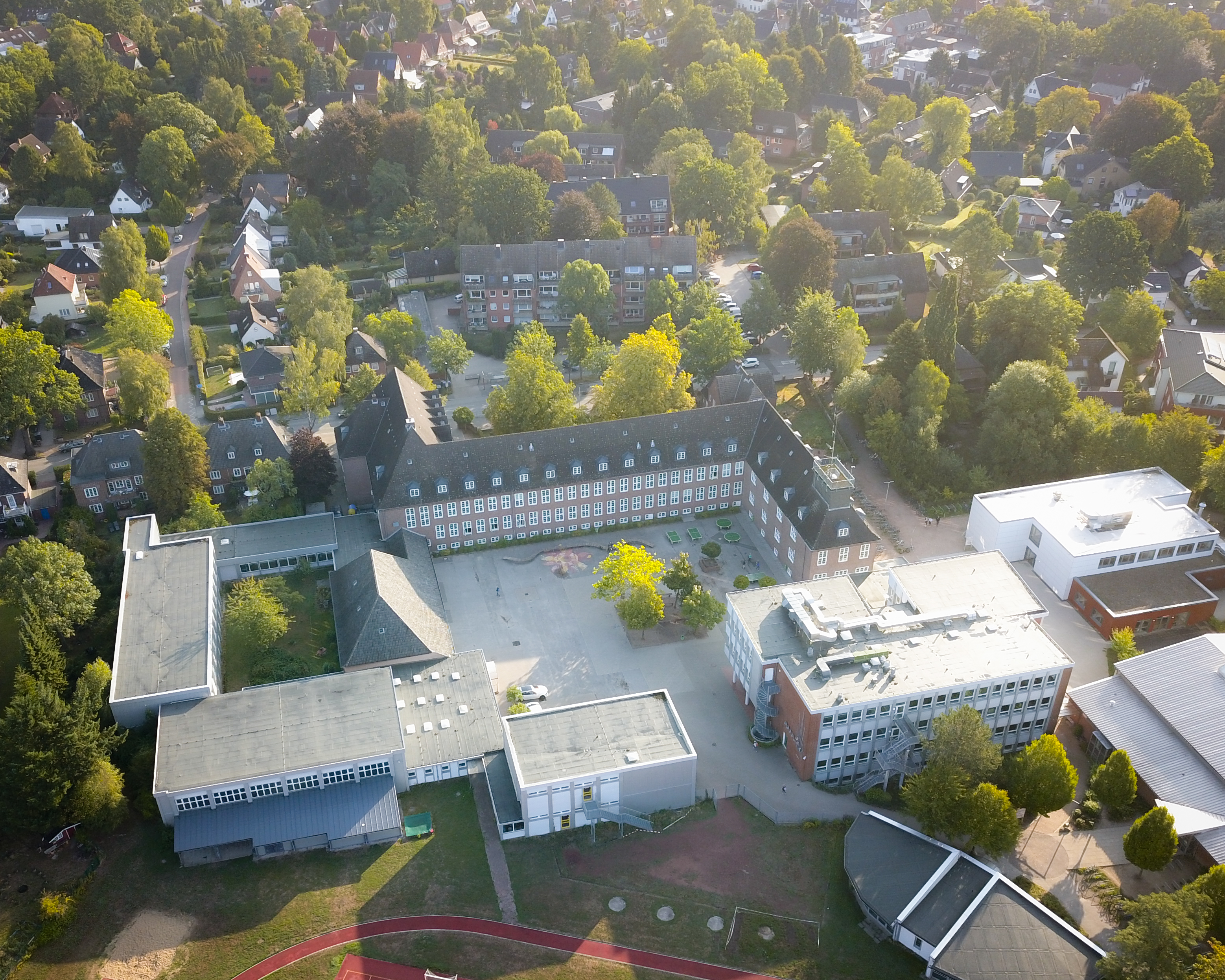
Luftbild: Schulhof und Schulgebäude

Am 18. Dezember 1924 schlossen sich zwölf Gemeinden zu einem Zweckverband zur Errichtung eines Reform-Realgymnasiums in Reinbek zusammen. Dieser Tag gilt als Geburtsstunde der Sachsenwaldschule. Das Gebäude wurde nach Plänen des Architekten Heinrich Bomhoff errichtet und offiziell am 24. Juni 1926 eingeweiht. Bereits zwei Jahre später wurde der Südflügel angebaut. Rudolf Stienen wurde der erste Schuldirektor.
Seit 1937 trägt das Gymnasium den Namen „Sachsenwaldschule Reinbek“ nach dem landschaftsprägenden Sachsenwald. Den Zweiten Weltkrieg überstand die Schule unversehrt und wurde 1945 für ein Jahr zum Lazarett. In den 1960er Jahren stiegen die Schülerzahlen stark an, Teile der Unterstufe waren in Kellerräumen untergebracht. Neben Neubauten – 1964 Turnhalle und naturwissenschaftlicher Trakt – entstand 1968 als Ableger das Gymnasium Wentorf.
Weiter steigende Schülerzahlen erforderten 1970 und 1972 weitere Anbauten. 1974 wurde die Außenstelle der SWS im Schulzentrum Glinde selbstständig. Der Zweckverband hatte ausgedient und die Stadt Reinbek ist seitdem alleiniger Schulträger. Ende der 1970er Jahre entstanden der Musikpavillon, ein neuer Sportplatz mit allwettertauglichem Kunststoffbelag und ein neugestalteter Schulhof.
Seit 1986 steht das Gymnasium unter Denkmalschutz.
Mitte der 1980er Jahre wurde der erste Computerraum eingerichtet. Die 1990er Jahre brachten der Schule endlich die lang ersehnte neue Zweifeld-Sporthalle (1997/1998) und einen neuen Musikpavillon (1998/1999).
Im selben Jahr gewann die Schule einen Sponsorwettbewerb und bekam damit eine neue Ausstattung für den Computerraum. Erneut steigende Schülerzahlen erzwangen den Umbau der alten Gymnastikhalle zu drei Klassenräumen.
Das gleiche Schicksal ereilte im Jahr 2000 das ehemalige Direktorenhaus. Dennoch nutzt die Oberstufe auch weiterhin Räume der benachbarten Volkshochschule. 2004 wurden der naturwissenschaftliche Trakt sowie die Cafeteria erneuert und erweitert, 2008 der Computerraum modernisiert. 2012 entstand ein Erweiterungsbau südlich der Schule mit sieben Klassenräumen und einer Mensa.
Neben zahlreichen kulturellen Veranstaltungen in der Aula ist das Gymnasium bekannt für seine sportlichen Veranstaltungen wie die Sportwoche im Januar. Im Jahre 2007 fand der siebte SWS-Cup (Fußball) statt, dessen Erlöse an ein SOS-Kinderdorf in Lütjenburg gespendet wurden.
Im bundesweiten Wettbewerb Jugend trainiert für Olympia erreichte die Sachsenwaldschule mehrfach das Bundesfinale.
Es werden 1325 Schüler in 49 Klassen von 97 Lehrkräften und einer französischen Assistentin unterrichtet. Die durchschnittliche Frequenz in den Klassen beträgt 26 Schüler. Die Klassen 5 und 7 sind sieben- die zwölften Klassen elfzügig. Die anderen Klassen sind sechszügig. (Stand: 2015)

## Schüleraustausch
Schon Mitte der 1960er Jahre waren mehrere Austauschschüler aus Schweden und den USA an der SWS, seither pflegt die Schule einen regelmäßigen Austausch mit Schulen in:
- Italien (Amalfi)
- Frankreich (Mülhausen im Elsass)
- Spanien (Granada)
- Finnland (Mariehamn in Åland)

## Persönlichkeiten

### Schüler
- Gerd Ruge (1928–2021), Journalist
- Christian Bruhn (* 1934), Komponist, Produzent (Schulbesuch bis 1951)
- Dirk Bavendamm (* 1938), Historiker, Journalist (Abitur 1958)
- Wittko Francke (1940–2020), Chemiker (Abitur 1960)
- Rudolf Lange (* 1941), Marineoffizier und Politiker (Abitur 1962)
- Wilhelm von Boddien (* 1942), Kaufmann (Abitur 1962)
- Klaus-Peter Puls (* 1943), SPD-Politiker (Abitur 1962)
- Carlo von Tiedemann (1943–2025), Moderator
- Jan van Aken (* 1961), Politiker (Die Linke, Abitur 1980)
- Ralf Sommer (* 1961), Elektroingenieur und Professor Schaltungstechnik und Netzwerktheorie, TU Ilmenau
- Birthe Kundrus (* 1963), Historikerin (Schülerin von 1973 bis 1982)
- Gundula Bavendamm (* 1965), Direktorin der Stiftung Flucht, Vertreibung, Versöhnung Berlin
- Alexander Schulz (* 1966), Gründer und Geschäftsführer des Hamburger ReeperBahnFestivals
- Andreas Herbig (1966–2022), Produzent, Echopreisträger (Abitur 1986)
- Holger Waldenberger (* 1967), Quizspieler, Deutscher Quizeuropameister
- Bjarne Mädel (* 1968), Schauspieler
- Sönke Lieberam-Schmidt (* 1969), Wirtschaftsinformatiker und Professor (Abitur 1988)
- Mark-Oliver Potzahr (* 1970), Politiker, MdL 2009–2012
- Andreas Dobberkau (* 1975), Schauspieler (Abitur 1995)
- Pierre Robert Colas (1976–2008), Alt- und Mesoamerikanist (Abitur 1995)
- Franziska Brandmeier (* 1993), Schauspielerin
- Lukas Alexander von Horbatschewsky (* 2000), Schauspieler (Abitur 2018)
- Jan-Peter Jachtmann (* 1968), professioneller Pokerspieler
- Jennifer Eckert (* 1988), Künstlerin, Autorin (Abitur 2008)

### Lehrer
- Elisabeth Rögner-Seeck (1904–1997), Kunsterzieherin
- Mathias Franz-Stavenhagen (* 1953), ehemaliger Chefredakteur
- Martin Habersaat (* 1977), SPD-Politiker (Referendariat von 2004 bis 2006)
- Holger Limberg (* 1979), Hochschullehrer (Referendariat 2010–2012, Lehrer Englisch und Sport 2012–2013)

## Belege
1. ↑  Sachsenwaldschule. In: secure-lernnetz.de. Institut für Qualitätsentwicklung an Schulen Schleswig-Holstein, abgerufen am 22. November 2020.
2. ↑  Verzeichnis der allgemeinbildenden Schulen in Schleswig-Holstein 2020/2021. (PDF) In: statistik-nord.de. Statistisches Amt für Hamburg und Schleswig-Holstein, S. 103, abgerufen am 6. August 2023.
3. ↑  Schulleitung. In: sachsenwaldschule.de. Abgerufen am 22. November 2020.